# فادیا فرحانی
فادیا فرحانی (انگلیسی:Fadia Farhani؛ متولد ۵ فوریه ۱۹۹۶) یک تکواندوکار تونسی است.
او در مسابقات قهرمانی تکواندو جهان ۲۰۱۳، پس از شکست در برابر آناستازیا ولیووا در بازی نیمه نهایی، در دسته سبک‌وزن برنده یک مدال برنز شد. موفقیت‌های او در مسابقات تکواندوی قهرمانی آفریقا عبارتند از: دو مدال طلا در سالهای ۲۰۱۴ و ۲۰۱۶ و یک مدال برنز در سال ۲۰۱۸.
در مسابقات انتخابی المپیک تکواندو آفریقا در سال ۲۰۱۶ وی در مسابقات دسته ۴۹- کیلوگرم زنان موفق به کسب یکی از مدال‌های برنز شد.